# Zhengitettix curvispinus
Zhengitettix curvispinus är en insektsart som beskrevs av Liang, G. Jiang och Jianwen Liu 2007. Zhengitettix curvispinus ingår i släktet Zhengitettix och familjen torngräshoppor. Inga underarter finns listade i Catalogue of Life.